# Нестеров, Алексей Степанович
Алексей Степанович Нестеров — командир орудия взвода 45-мм пушек 1137-го стрелкового полка (339-я стрелковая дивизия, Отдельная Приморская армия, затем 33 армия, 1-й Белорусский фронт), старший сержант.

## Биография
Алексей Степанович Нестеров родился в городе Сретенске Забайкальской области в крестьянской семье. В 1937 году окончил начальную школу, работал слесарем на Сретенской судоверфи.
В августе 1942 года Сретенским райвоенкоматом Читинской области был призван в ряды Красной армии.
25 марта 1944 года наводчик орудия младший сержант Нестеров был награждён медалью «За отвагу».
В боях за освобождение Крыма младший сержант Нестеров имеет на своём счету один разбитый дзот противника с пулемётами и прислугой, 2 огневые точки противника и 12 уничтоженных солдат противника. Приказом по 339 стрелковой дивизии от 4 июня 1944 года он был награждён орденом славы 3-й степени.
10 апреля 1944 года в уличных боях при освобождении города Керчь младший сержант Нестеров, находясь в боевых порядках пехоты подавил 2 огневые точки противника и подбил 1 автомашину противника. Приказом по 1137-му стрелковому полку от 25 апреля 1944 года он был награждён медалью «За отвагу».
При форсировании Одера южнее города Цибинген (в настоящее время Цыбинка), поддерживая переправу реки батальоном, старший сержант Нестеров уничтожил станковый пулемёт противника, мешавший продвижению батальона вперёд. Переправившись на левый берег, Нестеров с открытой огневой позиции прямой наводкой уничтожал контратакующую пехоту противника. При отражении контратаки им было уничтожено более 20 солдат и офицеров противника. Приказом по 339-й стрелковой дивизии от 22 февраля 1945 года он повторно был награждён орденом Славы 3-й степени. Указом Президиума Верховного Совета СССР от 10 ноября 1970 года Нестеров был перенаграждён орденом Славы 2-й степени.
Командир орудия старший сержант Нестеров 16 апреля 1945 года в боях в районе Мюльрозе выкатил орудие на прямую наводку и уничтожил 2 станковых пулемёта и около 15 солдат противника. Приказом по 339-й стрелковой дивизии был в третий раз был награждён орденом Славы 3-й степени. Указом Президиума Верховного Совета СССР от 10 ноября 1970 года Нестеров был перенаграждён орденом Славы 1-й степени.
Демобилизовался Нестеров в 1947 году. Вернулся на родину, жил в Сретенске. Работал машинистом тепловоза в Сретенском депо Забайкальской железной дороги. Ему было присвоено звание «Почётный железнодорожник».
Скончался Алексей Степанович Нестеров 9 ноября 1981 года.

## Память
- В Сретенске одна из улиц названа его именем.